# Luís Müller
Miguel Luís Müller, conhecido como Luís Müller (Concórdia, 14 de fevereiro de 1961), é um ex-futebolista brasileiro que hoje trabalha como treinador.

## Carreira

### Jogador
Antigo meia-atacante, começou a carreira nas categorias de base do São Paulo, onde se profissionalizou. Jogou no clube entre 1978 e 1980.
Em 1985, foi vice-campeão Paulista pela Portuguesa.
Jogou depois por vários times no Brasil, alcançando destaque no Bragantino e no Sport, sendo ídolo em ambos os clubes. Pelo Bragantino, onde chegou em 1988, foi um dos destaques na conquista da Série A2 do Campeonato Paulista e da Série B do Campeonato Brasileiro, anos de 1988 e 1989, respectivamente. Ficou de fora do título do Campeonato Paulista de 1990, mesmo sendo o artilheiro da equipe naquela competição, pois durante o torneio acertou sua transferência para o Gamba Osaka, do Japão.
Pelo Gamba Osaka, conquistou a Copa do Imperador em 1991.
Retornou ao Bragantino em 1991, onde foi vice-campeão brasileiro naquele ano, sob o comando de Carlos Alberto Parreira.
Com a camisa do Sport, foi Bicampeão Pernambucano em 1996 e 1997.
Pendurou as chuteiras em 1999, no Bragantino.

### Treinador
Teve experiências como treinador em times de juniores, até que em fevereiro de 2006 fechou com o Vila Nova, de Goiás, para ser auxiliar do técnico Roberto Fernandes. No primeiro semestre de 2009, a dupla foi para o Náutico.
Em 2010, assumiu o comando do Fortaleza.
Em 2011, dirigiu o São Bento durante o Campeonato Paulista da Série A2. Em abril, assumiu o São José na reta final da Série A2.
Em 2018, comando o São Carlos, disputando a Série A-3 do Campeonato Paulista, onde conseguiu deixar o time na 8ª colocação, dentro da zona de classificação para a próxima fase.
Em março de 2018, assumiu o Fernandópolis FC, onde disputou  o Campeonato Paulista da Segunda Divisão. Foi demitido em 23 de abril de 2018 após três jogos no comando da Águia (1 V e 2 D).

## Títulos
São Paulo
- Campeonato Paulista: 1980[18]

Bragantino
- Campeonato Paulista - Série A2: 1988.
- Campeonato Brasileiro - Série B: 1989.

Gamba Osaka
- Copa do Imperador: 1991.

Remo
- Campeonato Paraense: 1995

Sport
- Campeonato Pernambucano: 1996 e 1997.